# Michael Chiklis
Michael Charles Chiklis (Lowell, Massachusetts, 30 de agosto de 1963) es un actor estadounidense. Famoso por interpretar a la mole en los 4 fantásticos, película del 2005 y su secuela en 2007
Ha trabajado como actor secundario en diferentes películas y series de televisión americanas hasta que obtuvo un papel protagonista en The Commish, comedia familiar en la que interpretaba a un comisario de policía. Al finalizar la serie, cambió de imagen radicalmente para interpretar el personaje de Vic Mackey en la serie policíaca The Shield.

## Biografía
Chiklis empezó a entretener a su familia con imitaciones de gente conocida cuando tenía sólo cinco años de edad. De niño, Chiklis apareció en producciones teatrales regionales y obtuvo su tarjeta del sindicato de actores a los trece. Más tarde, estudió en la escuela de arte dramático de la Universidad de Boston donde se licenció en Bellas Artes. Pocos días después de graduarse, Chiklis hizo una prueba para el papel de John Belushi en el controvertido largometraje Wired, un papel que interpretaría tres años más tarde. También fue artista invitado en las populares series Miami Vice, La ley de Los Ángeles, Murphy Brown y Seinfeld. En 1991 Chiklis consiguió el papel principal de The Commish que se emitió en la ABC desde 1991 a 1996. Tras terminar la serie fue a Broadway y protagonizó un espectáculo para un solo actor titulado Defending the Caveman. Trabajó también en un capítulo de la serie Miami Vice.
The Shield marca un punto de inflexión en su carrera, con el rol principal de Vick Mackey. Para prepararse para la controvertida serie, cambió totalmente su imagen, con un intenso programa de ejercicio, dietas específicas y afeitándose la cabeza. Con esta serie Chiklis recibió varios premios como el Globo de Oro a la mejor actuación o el Emmy al mejor actor protagonista en una serie de drama.
En 2005 interpretó a Ben Grimm, "La Mole", uno de los componentes de Los 4 Fantásticos. Repitió el papel en la secuela de 2007, Los 4 Fantásticos y Silver Surfer. Se suponía que volvería a repetirlo en una tercera entrega, pero el proyecto fue cancelado. Gran fan de esta serie de cómics, el único de los actores que interpretan a estos personajes que lo es. De hecho a sus 19 años dijo a su hermano que si alguna vez se hacía una película sobre Los 4 Fantásticos él interpretaría a Ben Grimm. Chiklis recibió muy buenas críticas por su interpretación de este personaje.

## Filmografía

### Cine
| Años | Título                                                    | Personaje                              | Notas                  |
| ---- | --------------------------------------------------------- | -------------------------------------- | ---------------------- |
| 1989 | Wired                                                     | John Belushi                           |                        |
| 1990 | The Rain Killer                                           | Reese                                  |                        |
| 1995 | Nixon                                                     | Director de televisión                 |                        |
| 1998 | Body and Soul                                             | "Tiny" O'Toole                         |                        |
| 1998 | Taxman                                                    | Andre Rubakov                          |                        |
| 1998 | Soldier                                                   | Jimmy Pig                              |                        |
| 1999 | Carlo's Wake                                              | Marco                                  |                        |
| 1999 | St. Michael's Crossing                                    | Benjamin Arensen                       |                        |
| 1999 | Last Request                                              | Víctima                                | Corto                  |
| 1999 | Do Not Disturb                                            | Hartman                                |                        |
| 2001 | Sen to Chihiro no Kamikakushi (El viaje de Chihiro [Esp]) | Padre de Chihiro                       | Voz. Doblaje en inglés |
| 2002 | The Adventures of Tom Thumb and Thumbelina                | King Webster                           | Voz                    |
| 2005 | Fantastic Four                                            | Ben Grimm / la Mole / la Cosa          |                        |
| 2007 | Rise: Blood Hunter                                        | Clyde Rawlins                          |                        |
| 2007 | Fantastic Four: Rise of the Silver Surfer                 | Ben Grimm / la Mole                    |                        |
| 2008 | Eagle Eye                                                 | Secretario de Defensa George Callister |                        |
| 2008 | The Legend of Secret Pass                                 | Calabar                                | Voz                    |
| 2010 | High School                                               | Dr. Leslie Gordon                      |                        |
| 2013 | Parker                                                    | Melander                               |                        |
| 2013 | Pawn                                                      | Derrick                                |                        |
| 2014 | When the Game Stands Tall                                 | Terry Eidson                           |                        |
| 2016 | The Do-Over                                               | Carmine                                |                        |
| 2016 | Rupture                                                   | Bald Man                               |                        |
| 2017 | Fallen                                                    | Narrador                               | Documental             |
| 2018 | 1985                                                      | Dale Lester                            |                        |
| 2018 | MFKZ                                                      | Crocodile                              | Voz                    |
| 2019 | 10 Minutes Gone                                           | Frank                                  |                        |
| 2020 | El Halloween de Hubbie                                    | Padre Dave                             |                        |
| 2021 | Don't Look Up                                             | Dan Pawketty                           |                        |

### Televisión
| Año       | Título                              | Personaje                                | Notas                                     |
| --------- | ----------------------------------- | ---------------------------------------- | ----------------------------------------- |
| 1989      | Miami Vice                          | Jeffrey Whitehead                        | Episodio: "The Lost Madonna"              |
| 1989      | B. L. Stryker                       | Desconocido                              | Episodio: "Blues for Buder"               |
| 1989      | Wiseguy                             | Carlo Spoletta                           | Recurrente. 5 Episodios                   |
| 1990      | Maverick Square                     | Nicky "Fat Nicky"                        | Episodio Piloto / Película de televisión  |
| 1990      | Murphy Brown                        | Tony Rocket                              | Episodio: "Brown and Blue"                |
| 1990–1991 | L.A. Law                            | Jimmy Hoffs                              | 2 Episodios                               |
| 1991      | Seinfeld                            | Steve                                    | Episodio: "The Stranded"                  |
| 1991–1996 | The Commish                         | Comisionado de policía Tony Scali        | Personaje principal. 92 episodios         |
| 1998      | Touched by an Angel                 | Matt Colletti                            | Episodio: "Breaking Bread"                |
| 2000      | Godzilla: The Series                | Coronel Charles Tarrington               | Voz. Episodio: "Where is thy Sting?"      |
| 2000      | Daddio                              | Chris Woods                              | Personaje principal. 9 episodios          |
| 2000      | The Three Stooges                   | Curly                                    | Película de televisión                    |
| 2000–2001 | Family Guy                          | Varios                                   | Voz. 5 Episodios                          |
| 2001      | Heavy Gear: The Animated Series     | Teniente Jan Agusta                      | Voz. Personaje principal. 40 Episodios    |
| 2002–2008 | The Shield                          | Detective Vic Mackey                     | 88 Episodios                              |
| 2006      | Stuart Little: The Animated Series  | Scar                                     | Voz. Episodio: "No Job is Too Little"     |
| 2008      | Robot Chicken                       | Vic Mackey / The Thing / Doc / Detective | Voz. Episodio: "Monstourage"              |
| 2010–2011 | No Ordinary F amily                 | Jim Powell                               | Personaje principal. 20 episodios         |
| 2012–2013 | Vegas                               | Vincent Savino                           | Personaje principal. 21 episodios         |
| 2014–2015 | American Horror Story: Freak Show   | Dell Toledo                              | Personaje principal. 9 episodios          |
| 2014      | Sons of Anarchy                     | Milo                                     | 2 episodios                               |
| 2015      | Gotham                              | Capitán Nathaniel Barnes / El Ejecutor   | Personaje principal (T 2-3). 27 Episodios |
| 2015      | Axe Cop                             | Desconocido                              | Episodio: "Heads Will Roll"               |
| 2016      | The Simpsons                        | Boston Americans Quarterback             | Voz. Episodio: "The Town"                 |
| 2018-2019 | DuckTales                           | Zeus                                     | Voz. 3 Episodios                          |
| 2020      | Deathstroke: Knights & Dragons      | Slade Wilson / Deathstroke               | Personaje principal                       |
| 2021      | Coyote                              | Ben Clemens                              | Personaje principal. 6 Episodios          |
| TBA       | Untitled Los Angeles Lakers project | Red Auerbach                             | Personaje principal                       |

### Videojuegos
| Año  | Título         | Personaje           | Notas                                             |
| ---- | -------------- | ------------------- | ------------------------------------------------- |
| 2005 | Fantastic Four | Ben Grimm / La Mole | Basado en la película del mismo nombre            |
| 2007 | The Shield     | Vic Mackey          | Basado en la Serie de televisión del mismo nombre |

## Teatro
| Año  | Título                | Personaje | Notas                    |
| ---- | --------------------- | --------- | ------------------------ |
| 1997 | Defending the Caveman | -         | Espectáculo de un hombre |

## Premios y nominaciones
| Año  | Otorga                                | Premio                                                                              | Trabajo        | Resultado |
| ---- | ------------------------------------- | ----------------------------------------------------------------------------------- | -------------- | --------- |
| 2002 | Primetime Emmy Awards                 | Destacado Actor principal en una Serie de Drama                                     | The Shield     | Ganó      |
| 2002 | Television Critics Association Awards | Logro individual en Drama                                                           | The Shield     | Ganó      |
| 2003 | Golden Globe Awards                   | Mejor Actor – Serie de televisión de Drama                                          | The Shield     | Ganó      |
| 2003 | Primetime Emmy Awards                 | Destacado Actor principañ en una Serie de Drama                                     | The Shield     | Nominado  |
| 2003 | Satellite Awards                      | Mejor Actor – Serie de televisión de Drama                                          | The Shield     | Nominado  |
| 2003 | Screen Actors Guild Awards            | Destacado desempeño por un Actor masculino en una Serie de Drama                    | The Shield     | Nominado  |
| 2004 | Golden Globe Awards                   | Mejor Actor – Serie de televisión de Drama                                          | The Shield     | Nominado  |
| 2004 | Satellite Awards                      | Mejor Actor – Serie de televisión de Drama                                          | The Shield     | Ganó      |
| 2005 | Golden Globe Awards                   | Mejor Actor – Serie de televisión de Drama                                          | The Shield     | Nominado  |
| 2006 | MTV Movie Awards                      | Mejor Equipo en pantalla (compartido con Jessica Alba, Ioan Gruffudd y Chris Evans) | Fantastic Four | Nominado  |